# Lobophytum solidum
Lobophytum solidum is een zachte koraalsoort uit de familie Alcyoniidae. De koraalsoort komt uit het geslacht Lobophytum. Lobophytum solidum werd in 1970 voor het eerst wetenschappelijk beschreven door Tixier-Durivault. 